# لینچبرگ (کارولینای جنوبی)
لینچبرگ(به انگلیسی: Lynchburg) شهری در ایالت کارولینای جنوبی کشور ایالات متحده آمریکا است که جمعیت آن در سرشماری سال ۲۰۱۰ میلادی، ۳۷۳ نفر بوده‌است.